# Pierre-Joël Bonté
Pour les articles homonymes, voir Bonté et Bonte.
Pierre-Joël Bonté, né le 27 décembre 1946 à Vichy (Allier) et mort le 18 janvier 2006 à Clermont-Ferrand (Puy-de-Dôme), est un homme politique français.

## Études et profession
Expert-comptable de formation, il crée son cabinet d'expertise comptable et le développe au fil des années jusqu'à devenir l'un des plus importants d'Auvergne.

## Parcours politique
Pierre-Joël Bonté adhère, en premier lieu, aux Jeunesses communistes (1965-1968), avant d'entrer au PS en 1971.
À la suite des élections municipales de 1977, il entre au conseil municipal de Riom, et devient alors premier adjoint au nouveau maire PS Jean Ehrard. En mars 1979, il est élu conseiller général du Puy-de-Dôme (canton de Riom-Est) avec 54,28 % des voix, canton qu'il perd par la suite. Il redevient conseiller général, cette fois-ci dans le canton de Riom-Ouest en 1988, battant au second tour Daniel Grenet (UDF) avec un score de 58,39 %. Il ravit la mairie de Riom  en Élections municipales françaises de 1995 au maire sortant, Claude Liebermann (UDF).
Il abandonne néanmoins sa fonction de maire au profit de son adjoint, Jean-Claude Zicola, lorsqu'il devint, en mars 1998, président du conseil général du Puy-de-Dôme, restant cependant conseiller municipal jusqu'en 2004.
Dans un contexte national favorable à la gauche, la liste d'union (Parti socialiste-PCF-Les Verts) qu'il conduisait en région Auvergne pour les élections régionales des 21 mars et 28 mars 2004, remporte la majorité absolue des suffrages (52,67 %, 30 sièges). Il devient le nouveau président du conseil régional d'Auvergne, battant Valéry Giscard d'Estaing, qui occupait cette fonction depuis 1986.
Pierre-Joël Bonté démissionne alors du conseil municipal de Riom, mais reste conseiller général du Puy-de-Dôme quelque temps encore, Jean-Yves Gouttebel prenant la présidence. Prônant le non-cumul des mandats lors de la campagne de 2004, il annonce qu'il ne ferait qu'un seul mandat en tant que président de conseil régional avant de se retirer de la vie politique.
Il a axé sa politique régionale sur plusieurs projets. Il tient tout d'abord une de ses grandes promesses électorales en rendant gratuit les manuels scolaires des lycéens. Il travailla aussi à la constitution d'un pôle Massif central, afin de réunir tous les départements du massif montagneux. Il organisa des Assises territoriales dans toute la région, où les élus ont rencontré les citoyens et écouté leurs doléances ; il en est sorti 82 propositions, sous forme d'un échéancier à réaliser jusqu'en 2010. Il mit sur les rails le projet d'un TGV provincial Bordeaux-Lyon qui desservirait la région.
Lors de la campagne référendaire sur le projet de Constitution européenne en 2005, il s'était prononcé pour le « oui ».
Il meurt à son domicile de Clermont-Ferrand d'une crise cardiaque durant son sommeil, le 18 janvier 2006. Conformément à ses dernières volontés, les cendres de ce passionné de l'Asie ont été versées dans le fleuve Mékong (Laos). Il est remplacé pour l'intérim, le 13 février 2006, par René Souchon (Parti socialiste).
Pierre-Joël Bonté était membre du Grand Orient de France, ayant notamment fondé une loge à Riom. Il fut également président de la SEM Volcans, société gérant le parc de loisirs Vulcania, et coprésident du Comité du Massif Central.
Un lycée professionnel, général et technologique du bâtiment qui porte son nom a été ouvert à Riom, en son honneur, à la rentrée scolaire de 2009.